# Valentin Kozmič Ivanov
Ovaj članak je o sovjetskom nogometašu. Za ruskog nogometnog suca i njegovog sina vidi Valentin Valentinovič Ivanov
Valentin Kozmič Ivanov (rus. Валентин Козьмич Иванов, Moskva, 19. studenog 1934.) je bivši sovjetski nogometaš i reprezentativac i jedan od suvodećih strijelaca na svjetskom prvenstvu 1962.
Sveukupno Ivanov je 56 puta nastupio za SSSR i postigao je 26 golova. To je treći rekord po redu u povijest SSSR-a, odmah iza Olega Blohina i Olega Protasova. Ivanov je sa svoja 4 gola na svjetskom prvenstvu 1962. u Čileu bio na vrhu s još nekolicinom igrača, a postigao je i 2 pogotka na prvenstvu 1958. Većinu karijere Ivanov je proveo u Torpedu iz Moskve i postigao je 124 pogotka.